# Växjö Schackklubb
Växjö Schackklubb  är en schackklubb i Växjö. Klubben bildades 7 november 1924 vid ett möte på Roséns Kafé, som också blev klubbens första spellokal. Klubben anordnar sedan 1962 årligen tävlingen Växjöspelen helgen före midsommar. Växjö har varit värd för Schack-SM vid tre tillfällen. År 1958 arrangerades mästerskapet på Ulriksbergskolan, 2008 arrangerades Schack-SM i Teleborgshallen och 2024 i Fortnox Arena. Sedan 2015 arrangerar klubben årligen GP-tävlingen Elite Hotels Open som ingår som en av sex deltävlingar i Svenskt Grand Prix. Klubben har tre lag i seriespel, varav förstalaget spelar i Elitserien. Växjö SK har drygt 100 medlemmar och har sin klubblokal i ProCivitas Privata Gymnasieskola i Växjö.